# Sântămăria de Piatră, Hunedoara
Sântămăria de Piatră este un sat ce aparține orașului Călan din județul Hunedoara, Transilvania, România.

## Imagini

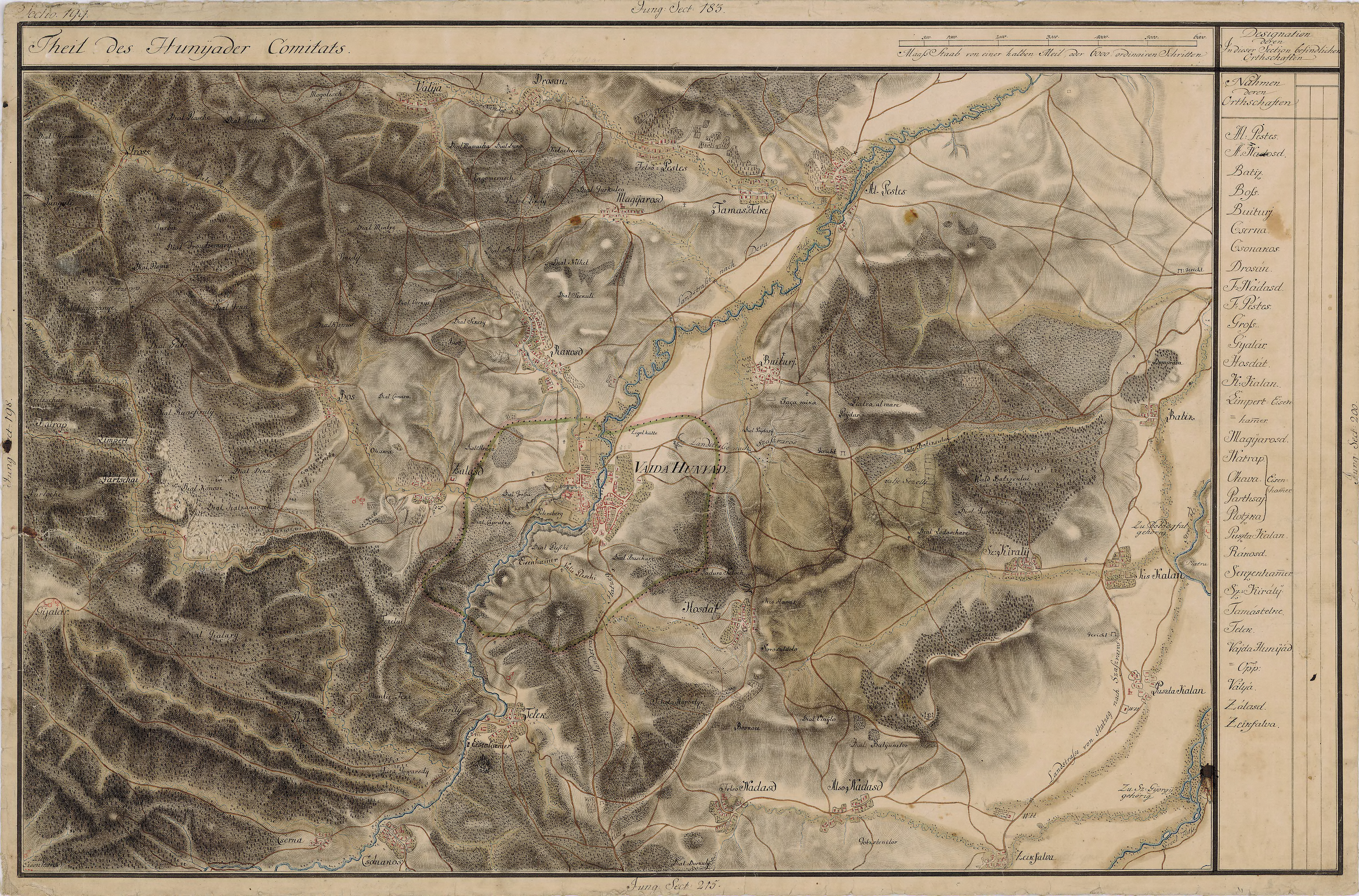
Sântămăria de Piatră în Harta Iosefină a Transilvaniei, 1769-1773
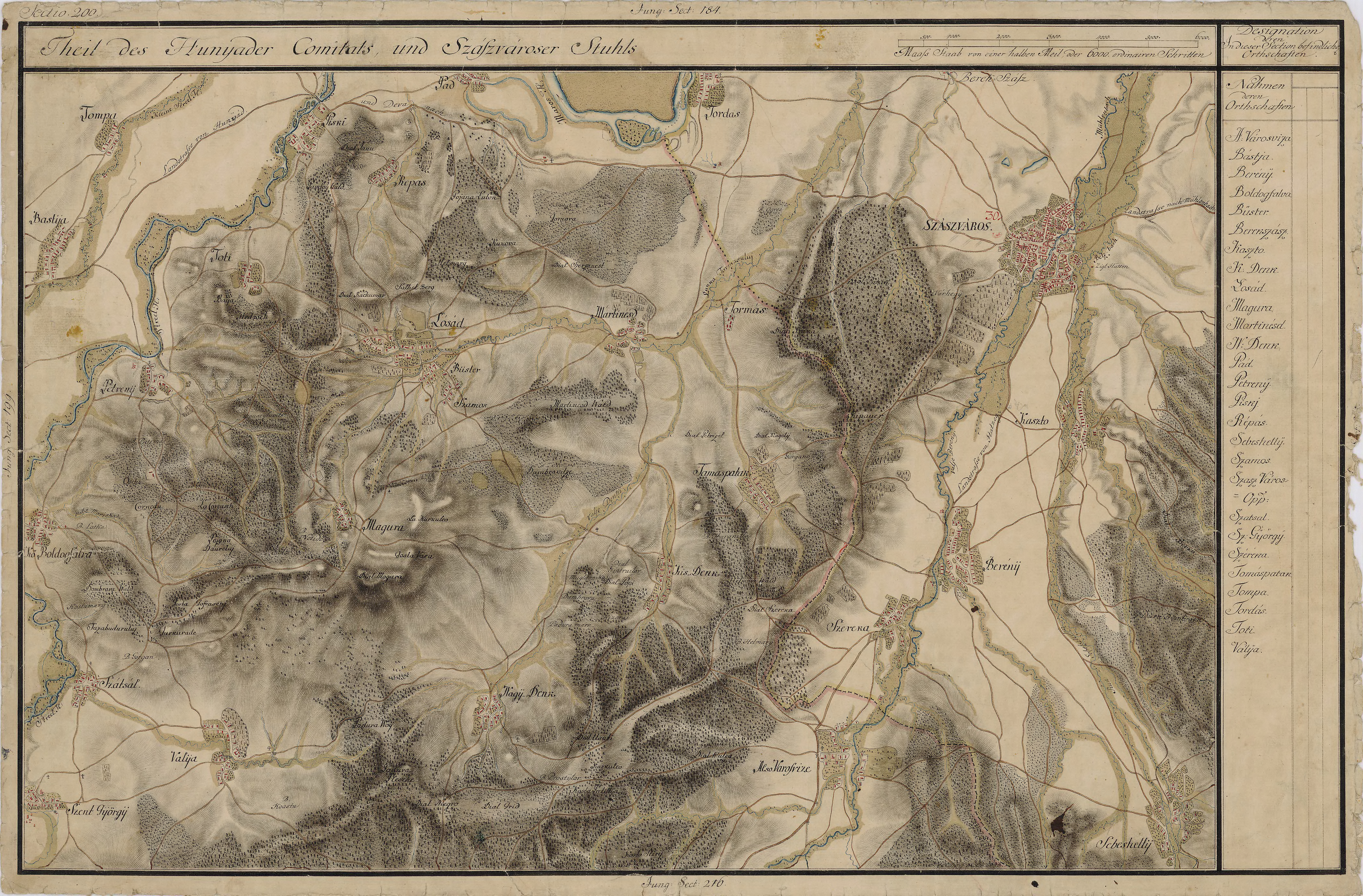
Sântămăria de Piatră în Harta Iosefină a Transilvaniei, 1769-1773
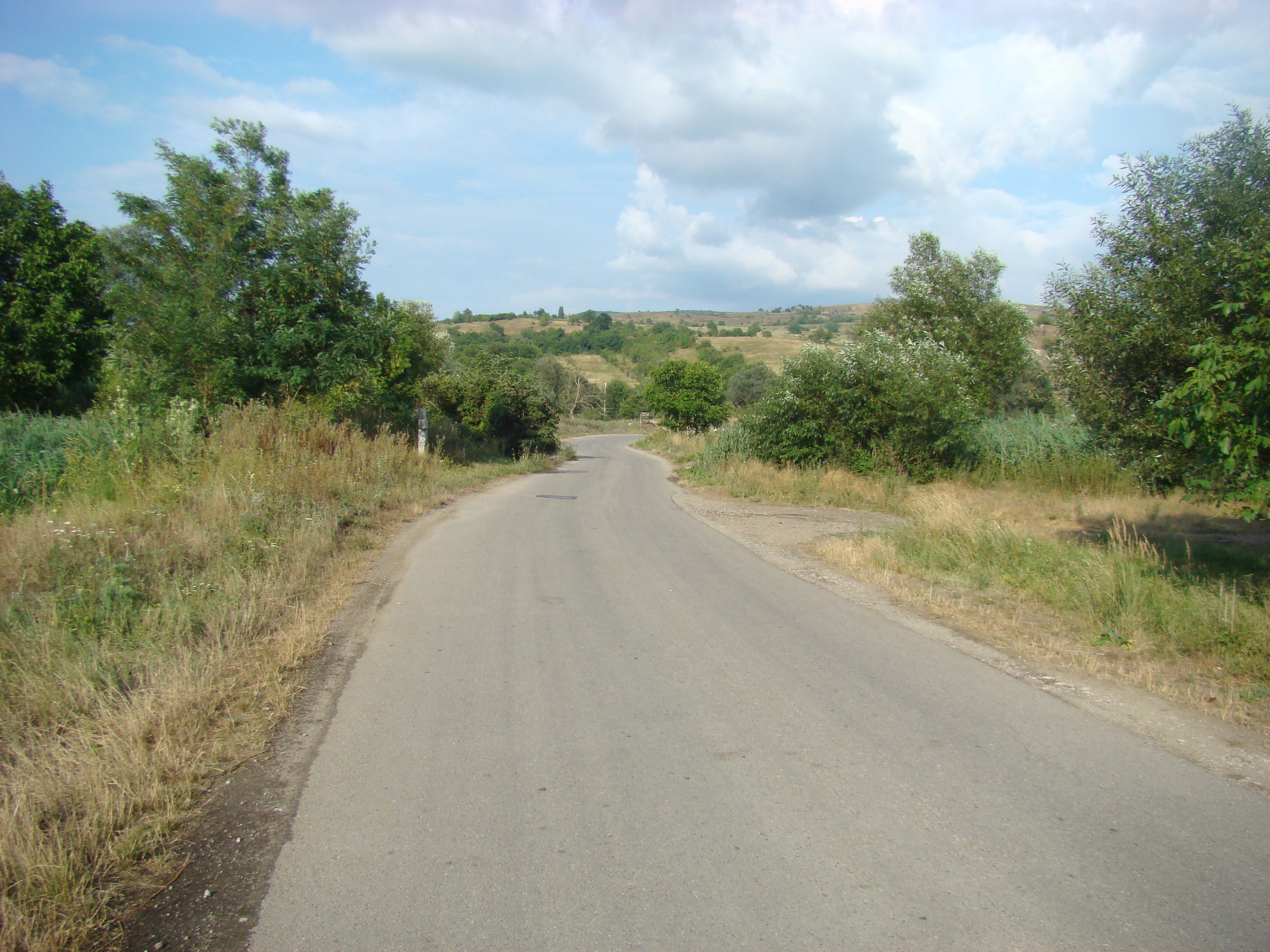
Drumul spre satul Sântămăria de Piatră
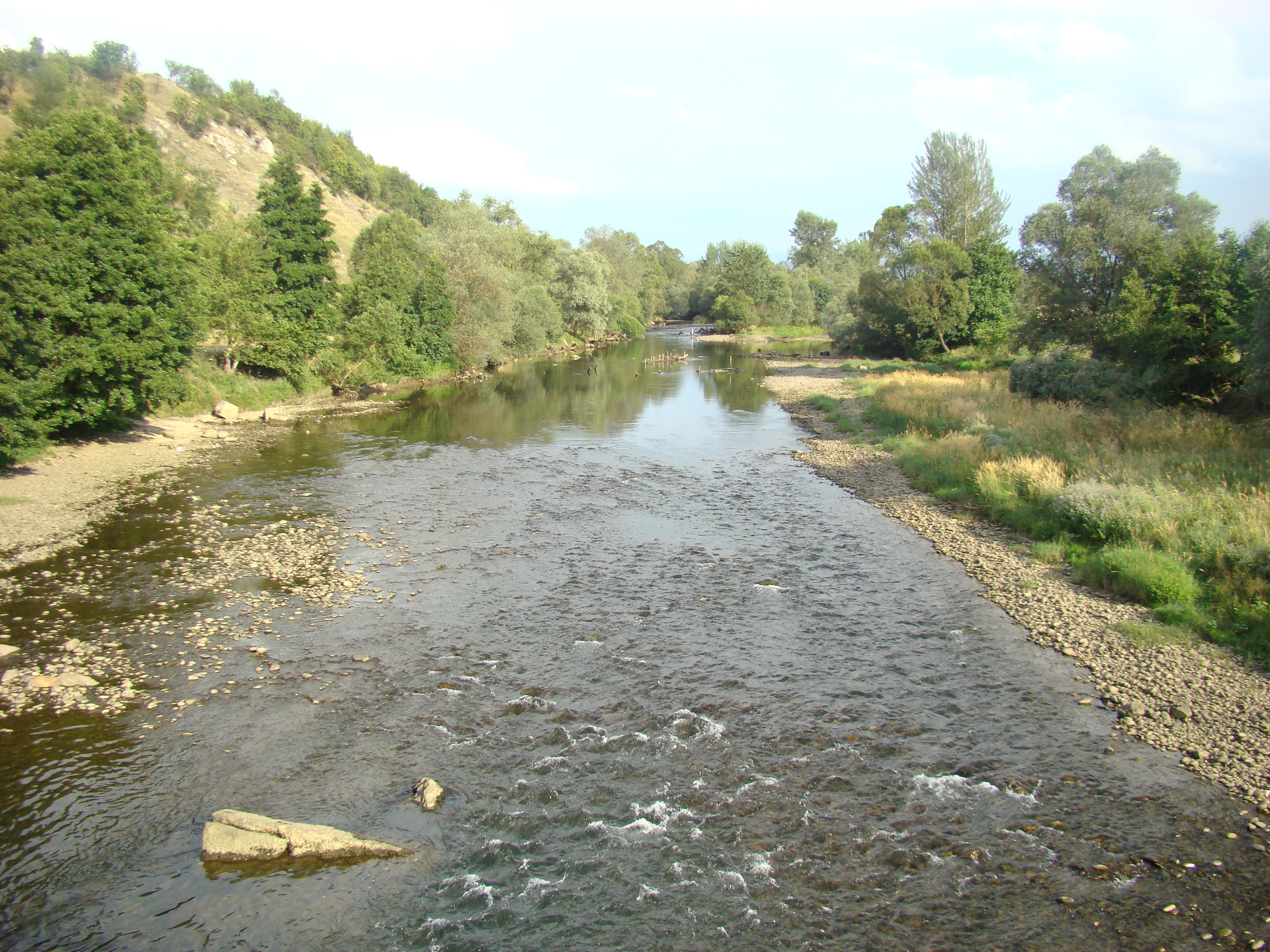
Râul Strei
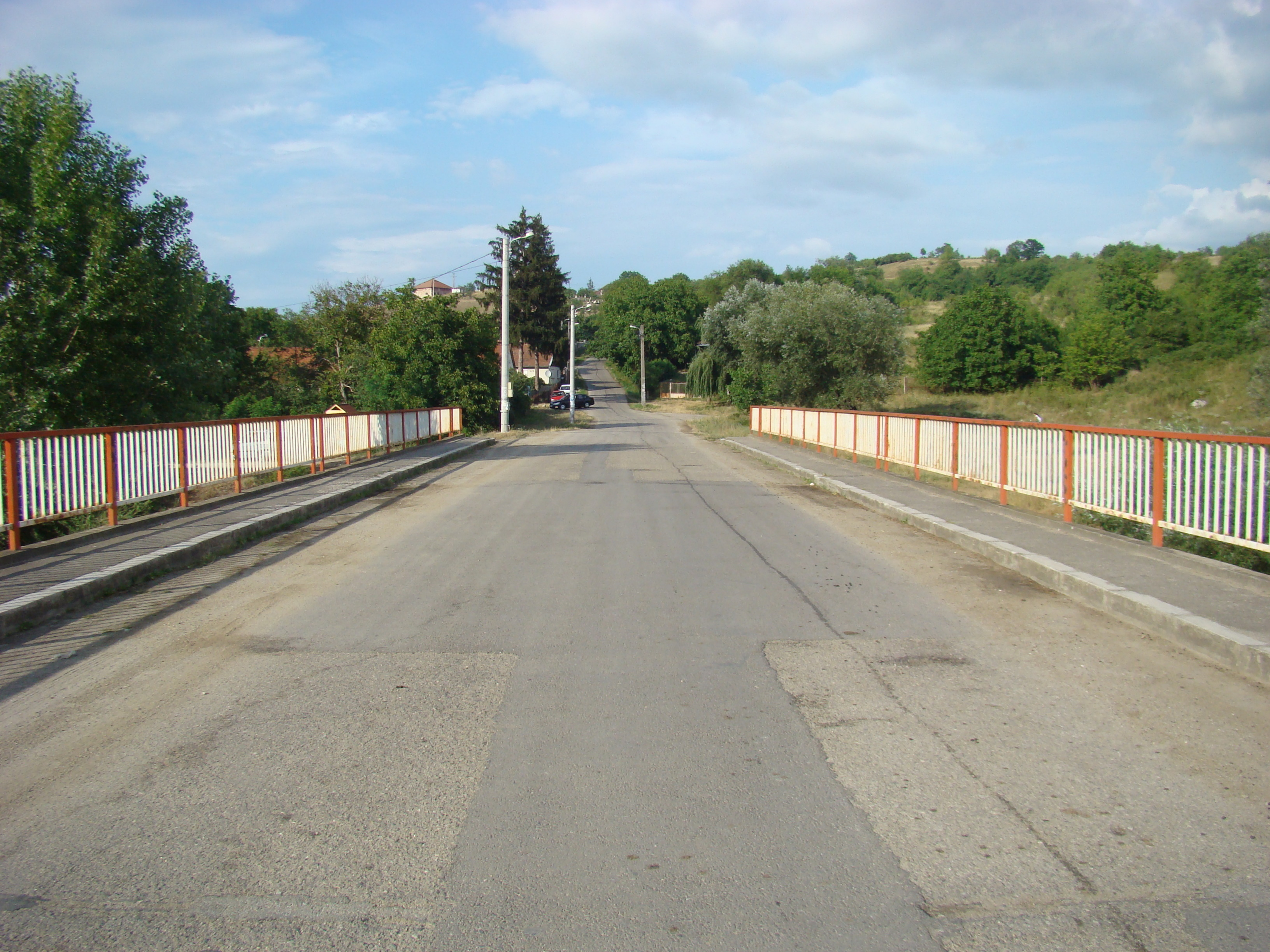
Intrarea în localitate
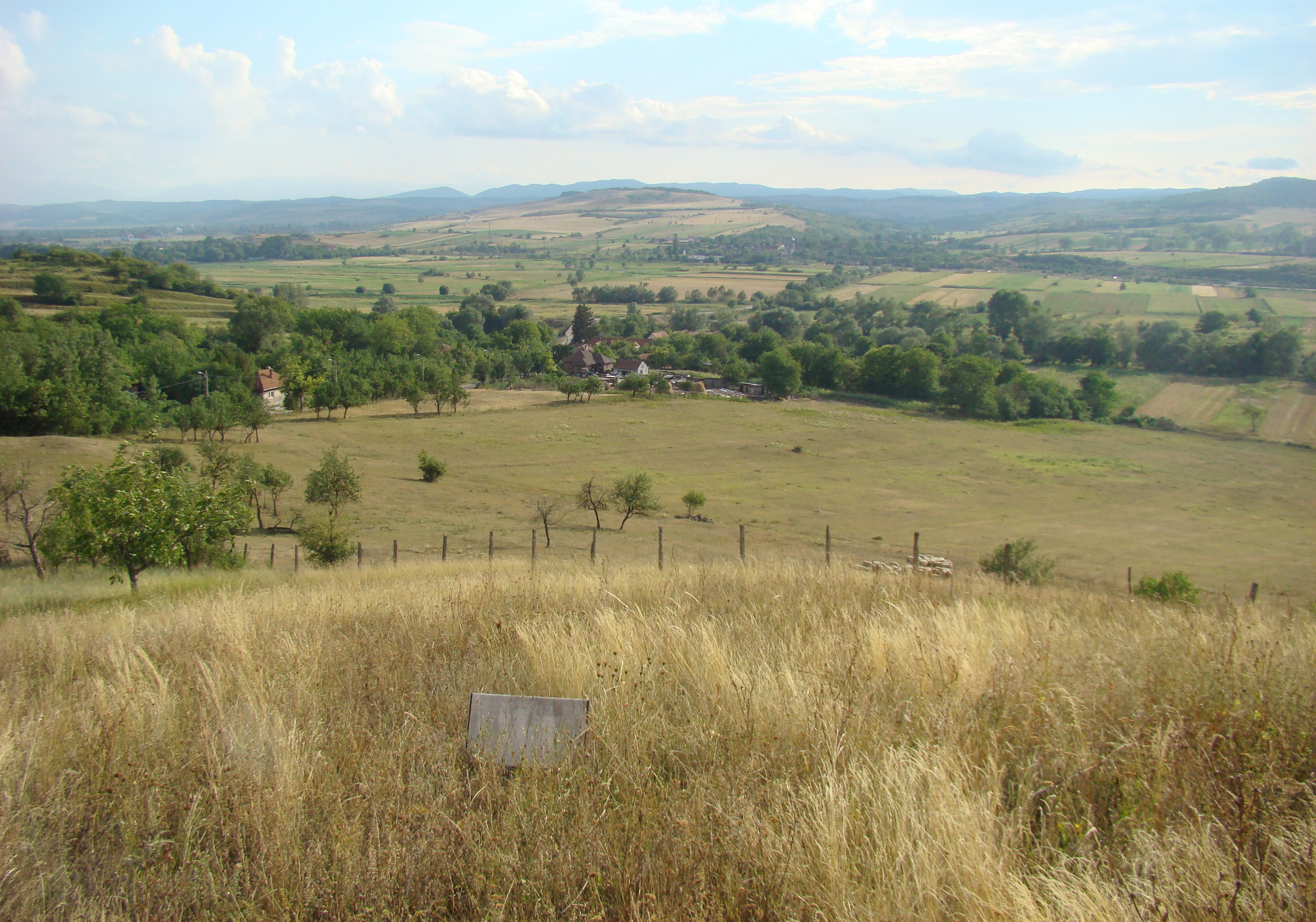
Împrejurimile
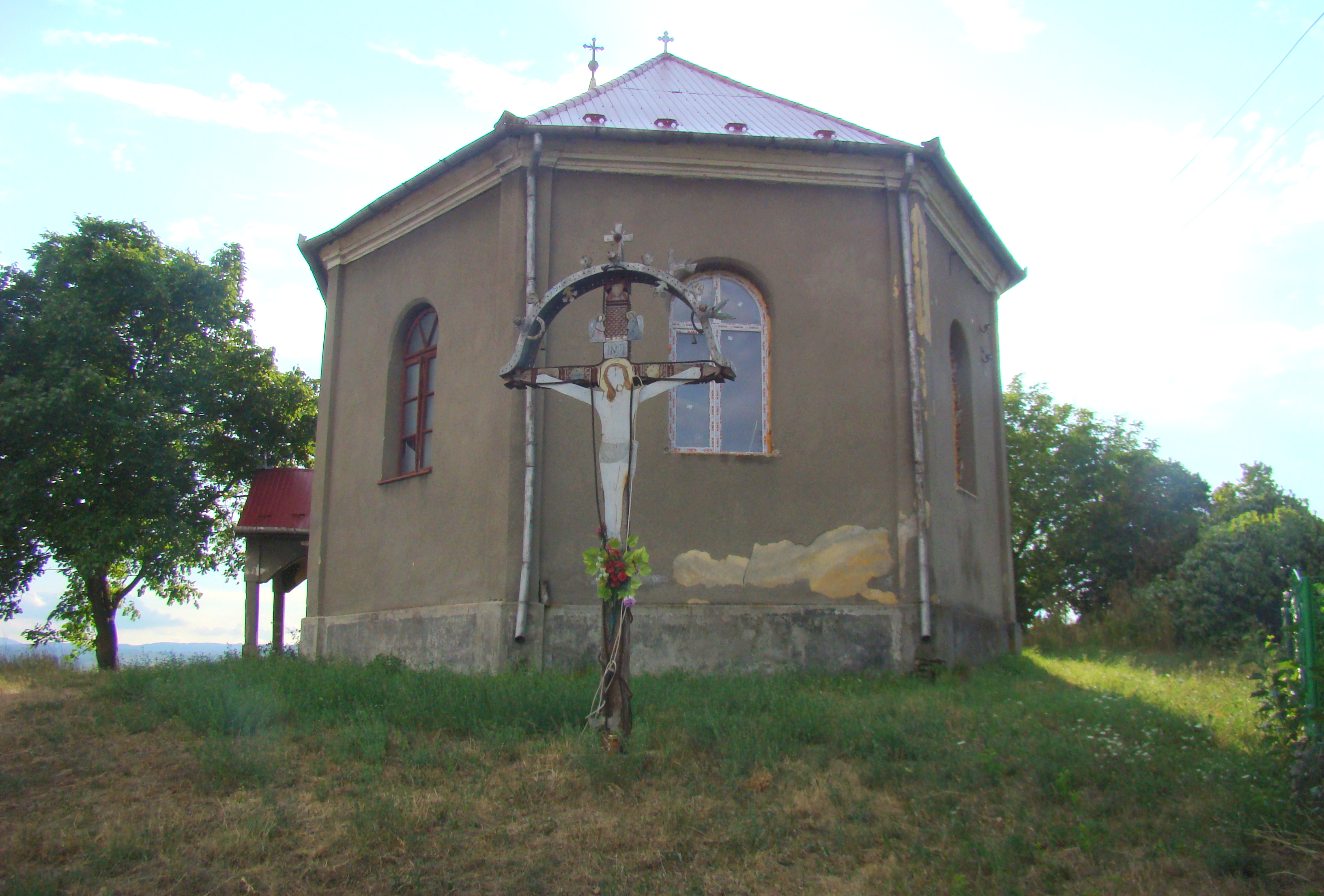
Biserica ortodoxă (1904)
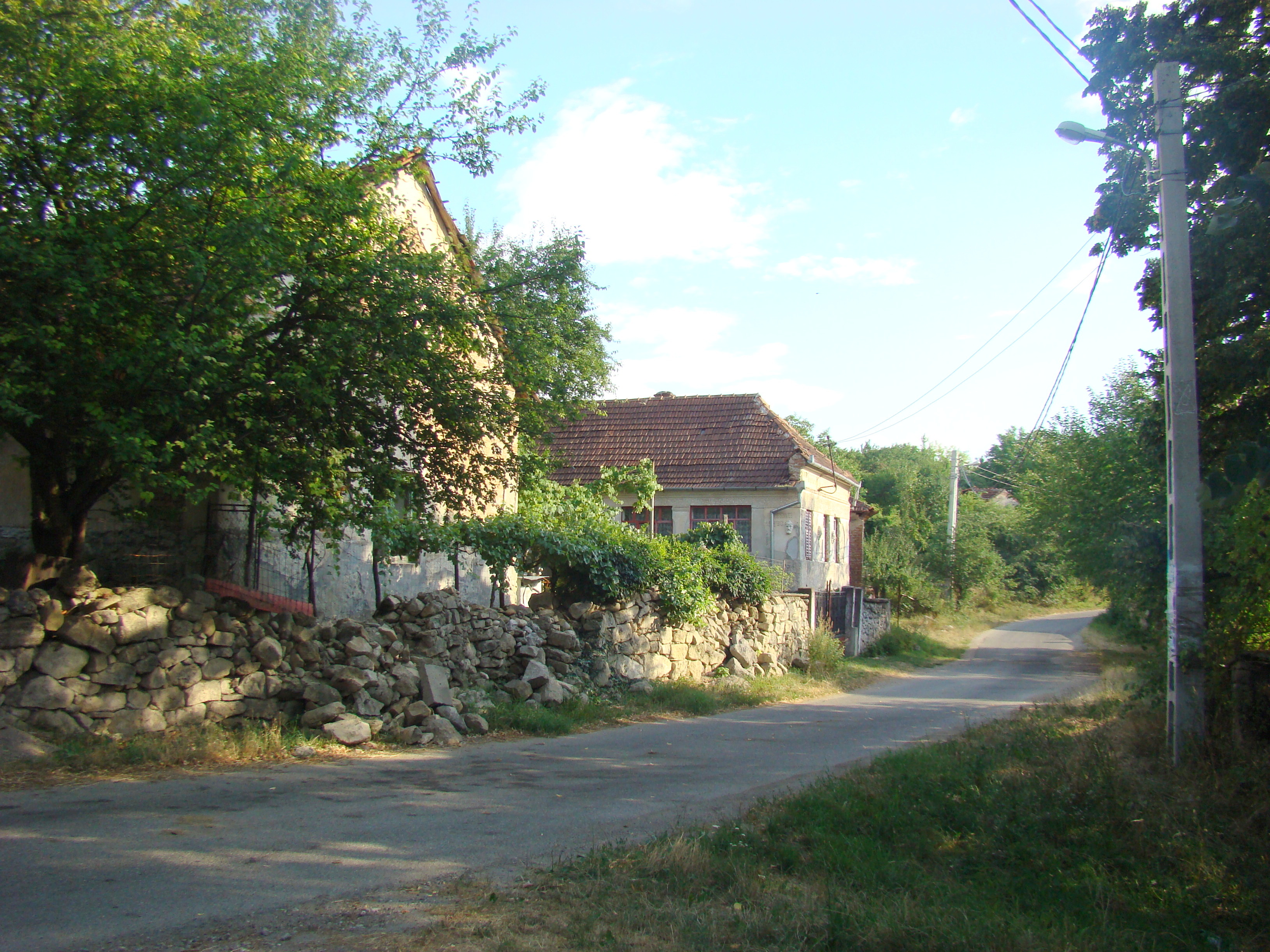